# Myteri förlag
Myteri förlag är ett svenskt förlag som utger reportageböcker. Förlaget bildades 2017 av journalisterna Anna Roxvall och Johan Persson.

## Utgivning
- Anna Roxvall; Johan Persson (2017). Burundi inifrån: ”när folk väl har börjat döda varandra är det svårt att få dem att sluta”. Libris 20000315. ISBN 9789198375107
- Anna Roxvall; Johan Persson (2018). Västsahara inifrån: att svika ett folk. Libris t3100nb7rfnlzph7. ISBN 9789198375114
- Anna Roxvall; Johan Persson (2020). Till varje pris: Europa utifrån: ett reportage. Libris m0tvwqkck58mcr6g. ISBN 9789198375121